# Kelli Maroney
Kelli Joan Maroney (Minneapolis, 30 december 1965) is een Amerikaanse actrice.
Maroney begon haar carrière in de soapserie Ryan's Hope met de rol van Kimberly Harris. Vervolgens maakte ze haar debuut op het witte doek met de film Fast Times at Ridgemont High. Ze was te zien op de cover van People voor een artikel uit 1980 getiteld Torrid Teens on the Soap, samen met Genie Francis en Kristen Vigard.